# 雷伊泰島戰役
雷伊泰島戰役（英語：Battle of Leyte）是第二次世界大戰太平洋戰爭中，菲律賓、美國及澳洲軍隊在道格拉斯·麥克阿瑟將軍領導下，於1944年10月17日至12月31日進攻位於菲律賓中部雷伊泰島之戰役，以消滅由日軍山下奉文大將指揮的日本軍隊，此戰役為解放整個菲律賓群島、建立菲律賓之民主及結束日本在菲律賓3年多之統治拉開序幕。

## 背景
對於日本來說，能保持菲律賓群島十分重要，除了能夠供應橡膠等原料，菲律賓群島也控制了由日本到汶萊及蘇門答臘的海上石油供應線。對美國來說，進攻菲律賓是孤立日本帝國在中國及太平洋軍事力量的戰略性步驟。而且，也關係到道格拉斯·麥克阿瑟將軍個人兩年前撤退時發表過一定要回來的誓言。
1944年9月到10月初，盟軍在由威廉·哈爾西海軍上將指揮的美國第3艦隊的航空母艦空中力量的支援下成功的在帛琉及摩羅泰島擊毀了500架敵機及在菲律賓、沖繩島及台灣附近海域擊沉了180艘商船，為進攻菲律賓定下基礎。
雷伊泰島，菲律賓群島其中一個大島，擁有很多能深水作業的沙灘，它們能提供機會發動登陸作戰及快速後勤作業，有道路及低地從1號高速公路通往40英哩遠的東部海岸的阿布約，這裡面對雷伊泰島及薩馬島中間的聖貝納迪諾海峽，這些道路及低地是既能給裝甲部隊作戰的理想地點，又可以用作建立飛機場，美軍空中力量能使用它攻擊日本陸軍及日軍在群島的航空基地。

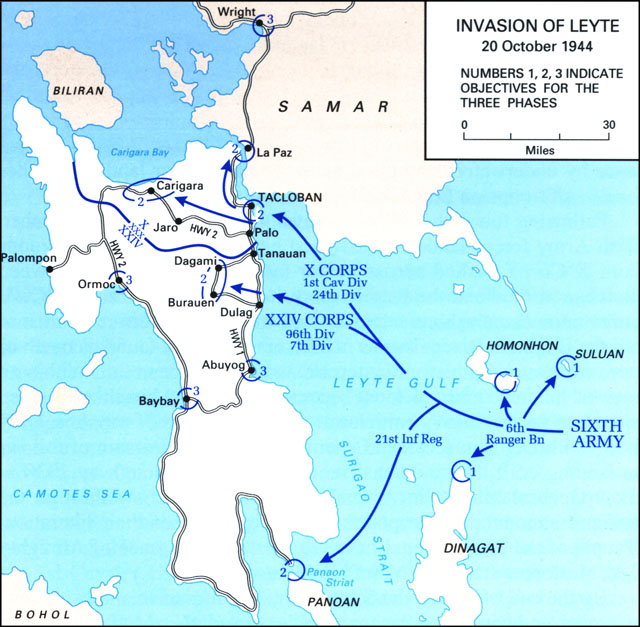
1944年10月20日，雷伊泰島戰役開始

雷伊泰島上有崎嶇的山區，最高峰為洛比峰，海拔1349米。河流多向北流入卡里加拉灣或向西流入萊特灣。平原在沿海一帶，主要在雷伊泰島北部靠近塔克洛班和奧爾莫克一帶。
雷伊泰島當時之人口超過900,000人，大部份人從事耕種及漁業，由於他們很多人已參加抗日遊擊隊以對抗日本人之暴政，因此預計他們會支援美軍進攻該島之行動，美軍預計駐島上之日軍人數大約20,000人，大部份屬於由牧野四郎中將指揮的日軍第16師團。

## 登陸兵力
雷伊泰島戰役是美軍及盟軍在第二次世界大戰太平洋戰場最大規模的登陸行動，西南太平洋戰區司令道格拉斯·麥克阿瑟將軍統領所有海陸空力量，由托马斯·金凯德海軍中將的美國第7艦隊提供海空支援，共有701艘船隻，包括157艘戰艦，金凯德的艦隊將運送所有登陸部隊上岸。澳洲皇家海軍共有4艘軍艦、3艘步兵登陸艇及5艘其他輔助船隻協助美國海軍。

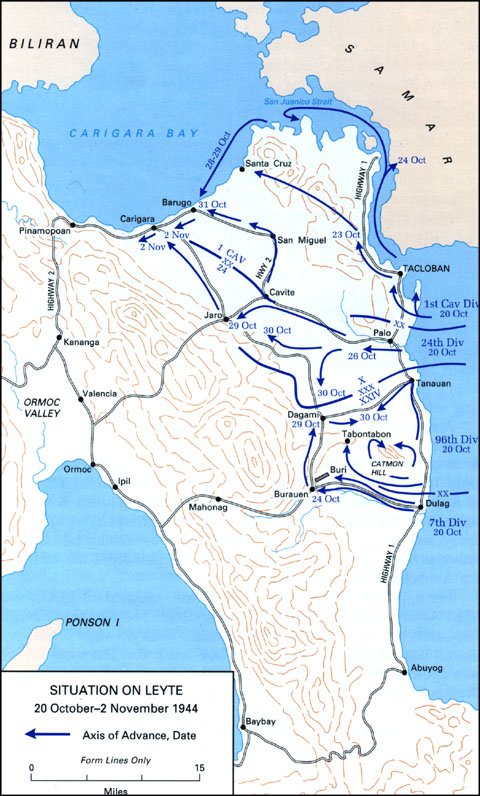
雷伊泰島戰況，1944年10月20日至11月2日

由沃爾特·克魯格中將率領的美國第6軍團是登陸的主要力量，該軍團包括2個軍，每個軍下轄2個師，由富蘭克林·C·席伯特少將指揮的美國第10軍包括美軍第1騎兵師及缺少第21步兵團的美國第24步兵師；由約翰·R·霍奇少將指揮的美國第24軍包括美國第7步兵師及不完整的美軍第96步兵師。美軍第32步兵師、美軍第77步兵師及美軍第381步兵團（美軍第96步兵師之一部）作為預備隊，輔助兵力包括第6工兵營以在保障島上的物資供應、建築或改善道路及飛機場。第6軍團總兵力共有202,500人。在雷伊泰島，有3,000名菲律賓人在虎克黨領導下等候美軍登陸。
第6軍團之計劃分3階段：首先，在10月17日，在雷伊泰灣以東50英哩（80km）的3個小島登陸；在A日，10月20日，第10軍及第24軍分別在雷伊泰島東岸2個不同的海灘登陸，第10軍在右（北）面，第24軍在以南15英哩（24km）。第10軍將攻佔塔克洛班及在灘頭陣地北面之飛機場，用以保障雷伊泰島及薩馬島之間的航道，之後向沿雷伊泰盆地向北部海岸推進。第24軍是攻佔杜拉格以保護雷伊泰盆地之南面用作建立飛機場及供應線。同時，第21步兵團也推進到海岸以保障雷伊泰島及比利安島之間的航道；最後，2個軍走不同路線經山區清除奧莫塔克盆地及西面海岸之敵軍，同時佔領塔克落班以北35英哩（56km）薩馬島之一部。

## 戰鬥

### 登陸
初步之登陸行動在10月17日清晨展開，由第6巡邏營攻佔雷伊泰灣附近的3個小島，雖然受颱風阻延，美軍仍然在12時30分登陸迪納加特及荷漢蒙2個小島，在荷漢蒙，他們發現小股日本守軍及破壞一個無線電台，當時他們還未攻佔迪納加特，在之後的3天內，他們在兩個小島上建立燈塔以引導艦隊駛入雷伊泰灣。第2天第3個小島蘇祿安。同時，水下破壞組清除海灘附近水底障礙物。

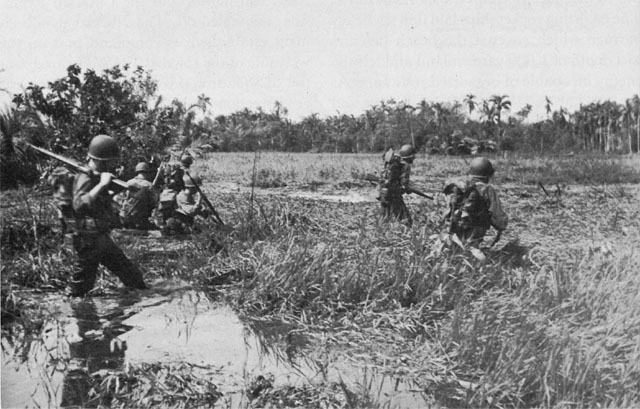
在雷伊泰島的美軍第1騎兵師士兵正渡過一個沼澤地

在A日，10月20日當海軍重炮炮轟4個小時後，第6軍團在早上10:00在指定之海灘登陸，第10軍從在塔克落班機場與帕勞河之間的海灘向內陸推進了4英哩；15英哩（24km）以南，第24軍從聖荷西與杜拉格河的海灘推進了3英哩（5km），部隊推進之速度受沼澤地所阻多於日軍火力。登陸後1小時內，灘頭陣地已建設完畢以接收重型車輛及大量物資，只有在美軍第24步兵師那裹遭到日軍反擊，但也在13時30分前清理完畢以供麥克阿瑟將軍在這裹作演說廣播，他在演說開始向群眾宣佈：「菲律賓之人民，我已經回來了！仰仗萬能的上帝的慈悲，我們的軍隊又一次站在菲律賓的土地上了」。
到A日日終時，第6軍團已向內陸推進了2英哩（3km）及控制了在雷伊泰島以南的比利安海峽。在第10軍的區域，美軍第1騎兵師攻佔了塔克落班機場及美軍第24步兵師佔領了控制灘頭陣地之522號高地。在第24軍的區域，美軍第96步兵師控制了通往卡蒙特山之道路，美軍第7步兵師攻佔了杜拉格鎮，逼使牧野中將把司令部撤往內陸10英哩（16km）的布拉文。美軍在此只付出49人陣亡、192人受傷及6人失蹤的代價。

### 南雷伊泰盤地戰況
在之後數天內，第6軍團繼續穩步前進以掃清敵人抵抗，由弗農·馬奇少將指揮的美軍第1騎兵師於10月21日攻佔了雷伊泰省首府塔克落班。10月23日麥克阿瑟將軍在此地主持了慶祝菲律賓政府復位儀式，之後第1及第2騎兵旅瓦解了日軍從中央山脈的反攻。

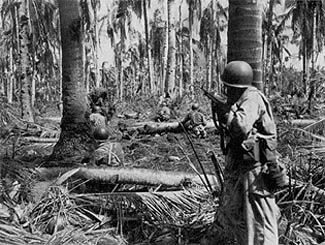
美軍步兵正前進去清除一個日軍機關槍陣地

在左邊，美軍第24步兵師在弗里德里克·艾雲少將的指揮下，在進入內陸時遭遇敵人頑抗，經過數天日以繼夜的戰鬥及擊斃800名日軍後，第19及34步兵團擴展其灘頭陣地及控制了通往北雷伊泰盤地的通道，7天後2個旅的坦克及步兵在炮火支援下通過了雷伊泰盤地，接近了北部海岸及卡利加拉港，第2天，第2騎兵旅佔領了卡利加拉，在通過雷伊泰盤地時，美軍第24步兵師付出死傷3,000人的代價，這時候日軍只控制西部海岸的唯一港口：奧爾莫克市。

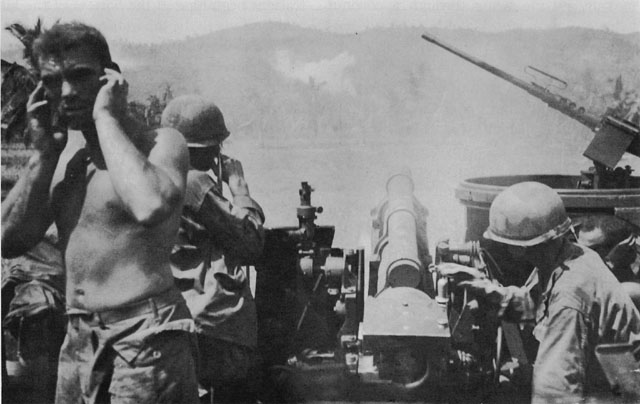
美軍一門155毫米長湯姆炮正炮轟卡蒙特山

在第24軍的灘頭陣地，霍奇將軍派出他的2個師向南雷伊泰盆地前進，這裹有4個飛機場及一個大型供應中心，由占士·L·布拉德利少將指揮的美軍第96步兵師已清除了卡蒙特山，這個海拔1,400英呎（426m）高的山峰，是2個軍的灘頭陣地們的制高點和日軍觀測站及在A日炮轟登陸灘頭陣地的地方，在陸軍大炮及海軍炮火的支援下，布拉德利的軍隊開拓了道路通往南部沼澤地及西面的中央山脈，經過3天激戰，10月28日第382步兵團攻佔了日軍在內陸5英哩（8km），在塔納萬的主要供應基地及擊斃日軍350人，同時第381及383步兵旅緩慢的向卡蒙特山的另一邊前進及掃除日軍障礙，當美軍在10月31日佔領了卡蒙特山時，已清除了35個堡壘、17個山洞及數個炮兵陣地。

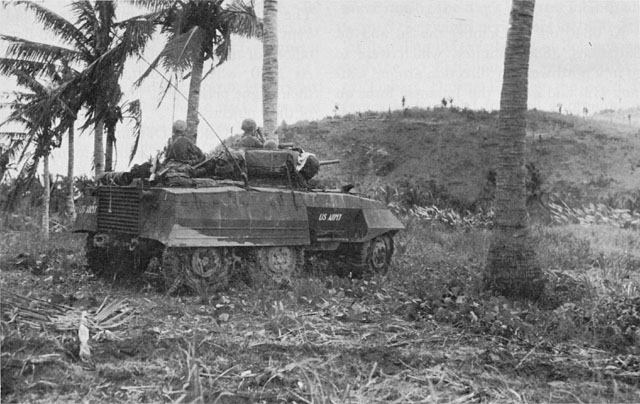
在Labiranan Head的美軍M8裝甲車

在第24軍左邊，美軍第7步兵師在博爾德·阿諾德少將指揮下向內陸推進，以佔領杜拉格與布拉文之間的4個日軍機場為目標，10月21日，第184步兵團攻佔了杜拉格的機場，同時第132步兵團清除了附近河流之兩岸，兩軍在機場及盆地內爆發大型血戰，在布拉文，美軍第17步兵團瓦解了一些有決心但無望的抵抗及自殺性攻擊，在北面美軍第32步兵團攻佔了布拉文之機場及擊斃超過400名日軍，之後全師向6英哩外的達嘎米推進，在10月30日佔領了達嘎米，又從南沿東海岸向阿布約推進，4天後穿過中央山脈向奧爾莫克灣進攻。

### 日軍反攻
當第6軍團深入雷伊泰島時，日軍從海上及空中發動反攻，在10月24日，150至200架日軍飛機從北面飛來攻擊美軍灘頭陣地及艦隻，50架美軍陸基飛機起飛迎戰，報稱擊落66至84架敵機，之後4天，日軍飛機日以繼夜攻擊美軍灘頭陣地及美軍艦隻，但到10月28日，美軍飛機在其他島嶼的機場及艦隻發動反擊以減少敵人空中威脅，當空中力量被消滅後，日軍就出動神風特攻隊，意圖以綁上炸彈的飛機直接撞上美軍艦隻，它們專選擇攻擊美軍大型運輸及補給艦隻，希望擊沉一艘美軍航空母艦及重創其他艦隻。

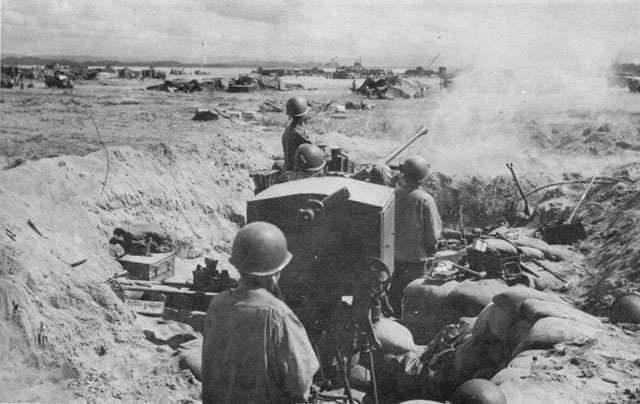
美軍高射炮在塔克落班機場正向敵機射擊

更大的威脅來自海上，為阻止美國海軍支援第6軍團，日本聯合艦隊決定集中附近所有水面艦隻分3支艦隊到雷伊泰灣：第一支包括4艘航空母艦但缺少艦載機，作為誘餌引出美軍第3艦隊從雷伊泰灣北上，如果誘餌成功，另外2支以重型水面艦隻為主的艦隊將從西進入雷伊泰灣及攻擊美軍運輸艦隻。 

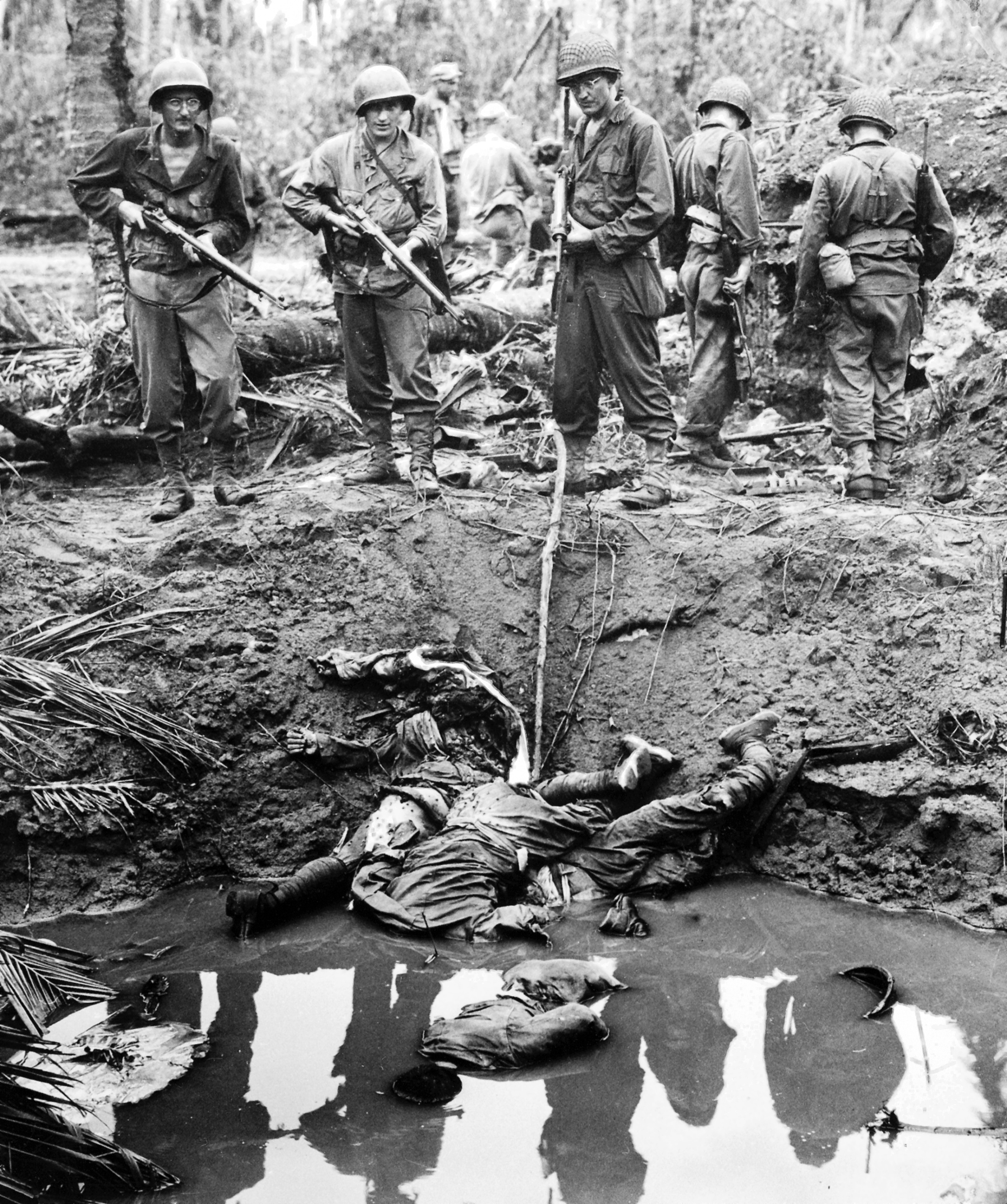
3名被殺的日軍士兵浮屍在一個彈坑的泥沙中

在1944年10月23日，日軍水面艦隻開始行動及美國海軍出動阻擊，這場從10月23日至10月26日之海空戰被稱為雷伊泰灣海戰，是太平洋最大規模之海戰。到12月11日，日軍已連續向雷伊泰島運送了34,000名援軍及超過10,000噸物資，大部份是經西岸的奧爾莫克港運入，雖然在運輸過程中因美軍飛機的攻擊而受到重大損失。

### 向北雷伊泰盆地進軍
日軍的反攻表明了麥克阿瑟及克魯格所面對的問題，預計完成攻佔東岸計劃後，第6軍團準備將越過中央山脈進攻西岸，包括派出3個後備師在雷伊泰島登陸以増強兵力，以加快麥克阿瑟收復菲律賓群島的時間表及美國參謀長聯席會議收復太平洋之計劃。
美軍第1騎兵師及第24步兵師於11月2日於卡利加拉會合，表明進攻計劃成功，7天之後，第6軍團實行第3階段計劃，攻佔阿布約。再者，第24軍的第7步兵師從南面北上增援及控制了西岸的萊蒙鎮，現在，只有西岸的奧莫塔克盆地仍控制在日軍手中。
為攻佔奧莫塔克盆地，克魯格中將計劃進行一個夾擊行動，第10軍通過中央山脈向南進擊和第24軍沿西海岸北進，由於預計日軍會頑強抵抗，克魯格使用其後備力量，美軍第32步兵師及美軍第77步兵師，同時麥克阿瑟派出美軍第11空降師，第21步兵團將從比利安地區趕來與美軍第24步兵師會合，其原本任務由第32步兵師代替，在11月3日，第34步兵團從卡利加拉出發沿北部海岸南下，第1步兵營從山脈沿高速公路進攻，在第63炮兵營的支援下，它們清除山脈上的敵人，同時第34步兵團於當晚攻佔村卡波奧坎鎮，繳獲敵人大批重型武器，之後沿2號高速公路南下中央山脈。

### 斷頭嶺及啟子嶺戰役
11月7日，第21步兵團從卡利加拉灣沿2號高速公路進攻中央山脈，首次進攻時，聯同第19步兵團第3營進行，但遭到新到增援的日本第1師團的頑強抵抗，日軍士兵建立了一系列由碉堡、壕溝及散兵坑組成之防線，這里被稱為斷頭嶺。
從11月8日吹襲雷伊泰島的颱風及之後幾天的大雨嚴重阻礙美軍的進展，雖然颱風及大雨令大樹倒下及道路滿佈泥濘影響其物資供應，第21步兵團繼續其緩慢及斷斷續續的進攻，他們與日軍反覆爭奪，美軍奪取了東面2英哩（3km）的1525號山頭，這令艾雲少將將日軍從2號高速公路邊趕後4英哩（6.5km）。
經過5天攻擊堅不可摧的山上據點及之後2天敵人猛烈反攻之後，艾雲少將決定再次夾擊日軍，第19步兵團第2營作為右翼從東面的1525號山頭出擊，在斷頭嶺以南3英哩（5km）處切斷2號高速公路，第34步兵團第1營作為左翼，沿水路從卡利加拉地區到達2號高速公路以西2英哩（3km），之後轉向南下及進入內陸，越過山嶺及雷伊泰河後，他們佔領了啟子嶺左邊900呎（270m）的啟子嶺，這裹是主要戰場的制高點；但由於遭受頑強抵抗及大雨影響，2營美軍在11月13日只從公路另一邊向前推進1,000碼，第34步兵團第1營進攻啟子嶺，而第19步兵團第2營進攻東面另一山頭，進攻行動仍未達到目的。

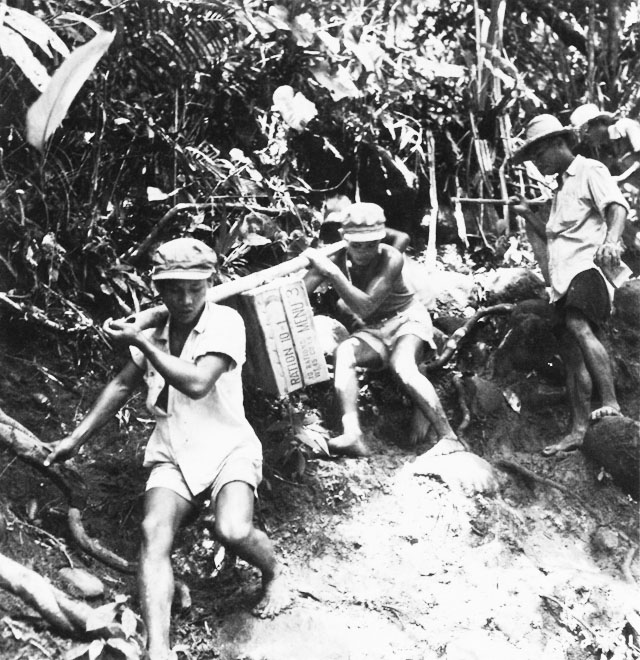
菲律賓人志願者為美軍第12騎兵旅運送物資

美軍在泥濘和大雨中作戰了2個星期，在啟子嶺冒著敵軍炮火攻擊之危險，12月2日，他們終於清除了公路之制高點，第32步兵師終於可以快速推進，美軍付出了26人陣亡、101人受傷及2人失蹤之代價，但他們擊斃了日軍900人。12月14日，美軍第1騎兵師及美軍第32步兵師終於完全攻佔了斷頭嶺及啟子嶺，令由卡利加拉灣到奧爾莫克盆地的2號高速公路完全控制在美軍第10軍之下。

### 進軍奧爾莫克盆地
當第10軍通過北面山區時，第24軍正北上奧爾莫克盆地海岸，11月中時第24軍只有第32步兵師在雷伊泰島西部，第7步兵師仍在布拉文一帶，11月22日當第11空降師到達後，霍奇才下令第7步兵師向西推進，11月23日晚上，第32步兵師遭到日軍第26師團反擊，其第2步兵營被迫後退，不過他們在第2天收復失地，阿諾德少將命令第184步兵團第1營、第776噴火坦克營、第49炮兵營及1營海軍陸戰隊155毫米炮兵營增援第32步兵師，11月24日晚上，日軍再次進攻，攻佔少量地區，第2天第57炮兵營加入防守，之後2天日軍再次進攻，但損失慘重，11月27日，美軍發動進攻，擊斃日軍500人及繳獲29挺機關槍。
阿諾德少將終於開始向奧爾莫克進攻，12月4日晚上，第776噴火坦克營向海岸推進及進至離海岸1,000碼的地方，第2天早上坦克群已進至海岸200碼內及向在第17及第148連前面的山區開火，這策略証明有效，令守軍潰散，除了一些守軍在山的另一邊避開坦克噴出之火焰，第7步兵師在面對敵人從918號山頭發射之炮火下向北挺進，從這個山頭可觀察整個奧爾莫克海岸，之後2天的密集炮火攻擊令第17及第148連可以清除頑抗的據點，到12月12日，阿諾德少將指揮的部隊只距離奧爾莫克南面10英哩（16km）。

### 攻陷奧爾莫克
當阿諾德少將之部隊向奧爾莫克進攻的時候，日軍在中央山脈的第16及26師團聯同從呂宋島來增援的第3及4空降旅向美軍在布拉文之機場發起突然進攻，大約350名日軍在12月6日在聖巴勃羅附近空降，雖然組織不善，日軍之進攻在接下來的4天裹燒燬了大批武器，大批第7步兵師的支援及服務人員逃避日軍，直到美軍第11空降師及美軍第38步兵師在12月11日前來增援為止，少數美軍供應站被破壞及機場之建設被延誤，但日軍之進攻計劃對整個雷伊泰島戰役沒有什麼影響。

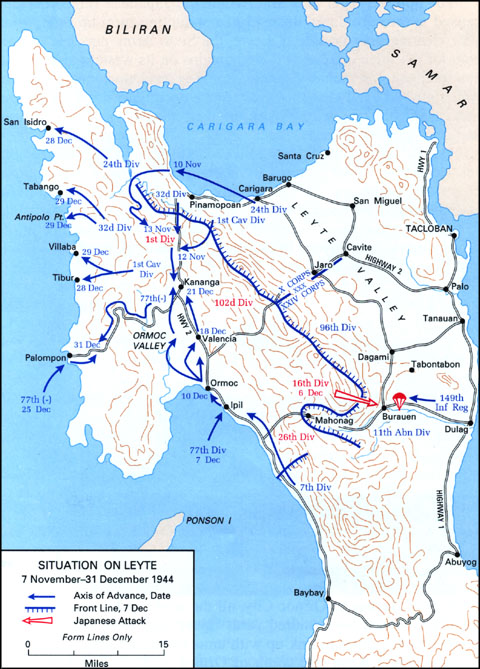
雷伊泰島戰況，1944年11月7日至12月31日

同時在雷伊泰島西面，第24軍接到命令在12月7日派出由安德魯·D·布魯斯少將指揮的第77步兵師在奧爾莫克以南登陸，雖然海軍艦隻受到神風特攻隊的空中攻擊，其第305、306及307步兵團依然順利登陸，第77步兵師的到達是決定性的，這令第7步兵師向北前進及日軍遭到夾擊，山下奉文被迫下令部隊放棄中央山脈及後退保衛奧爾莫克盆地。
第77步兵師在市議會大樓受阻，在第305及902炮兵營支援下，布魯斯少將指揮的部隊於1944年12月10日攻佔奧爾莫克，美軍擊斃了日軍1,506人及俘虜7人，自己就付出了123傷亡及13人失蹤的代價，攻佔奧爾莫克後，第24軍同第10軍之間只距離16英哩（26km），在包圍圈中間只有日軍第12獨立混成旅團在防守及阻止美軍推進，12月14日，第305步兵團封閉了包圍圈及擊斃了大批日軍。

### 向西推進到海岸
當佔領奧莫塔克之後，第77步兵師於12月18日攻佔了以北7英哩（11km）的華倫西亞機場及繼續向北推進企圖與第10軍會合，在同一天，富蘭克林·C·席伯特少將命令第1騎兵師南下，其第12騎兵旅從山區沿2號高速公路南下，在北面，第32步兵師在進入啟子嶺南面的雨林後因受視線限制而繼續受到沿2號高速公路佈防的日本第1師團的頑強抵抗，直至12月21日，第12騎兵旅才與第77步兵師第306步兵團才會合，表示第10軍及第24軍已經合圍日軍及完成包圍奧莫塔克盆地之任務。
當第77及32步兵師會合時，第11空降師向東進入中央山脈，在11月22日至11月24日當在雷伊泰盆地南部空降後，第511傘兵團在11月25日向西推進，經過艱辛的推進，第511傘兵團於12月6日攻佔了距離布拉文以西10英哩（16km）的馬霍納格，另外，第7步兵師於12月23日穿越內陸到達西海岸，同第511傘兵團會師。
由於已經攻佔日軍手中最後一個港口，麥克阿瑟將軍宣佈雷伊泰島戰役已經結束，12月26日他把的掃蕩工作交給美國第8軍團，同時其他美軍加快掃蕩殘餘日軍，在北面，第1騎兵師在12月28日到達海邊而同一天第24步兵師清除了在島上西北角之殘餘日軍，2天後與第32步兵師會合，但日軍繼續戰鬥至12月31日，直至1945年5月8日戰事才被確定完全結束。

## 戰後
雷伊泰島戰役是美國人解放菲律賓的第1步及決定性的行動，美軍在此戰役付出了損失15,584人的代價，其中3,593人死亡，當神風特攻隊在雷伊泰灣海戰攻擊澳洲重巡洋艦澳大利亞號時，澳大利亞付出了30人陣亡及64人受傷的代價。
日軍在此戰役中估計付出了80,000人之代價，損失極其慘重，包括4個師團、數個獨立混成旅團、26主要艦隻及46艘運輸艦隻，此戰令日本陸軍的航空兵力在菲律賓的航空兵力損失一半，令他們以後要依賴神風特攻隊，大約250,000日軍仍留在呂宋島上，但日本之海空力量在雷伊泰灣的損失令山下奉文大將在之後的呂宋島戰役中只好採取被動防守的策略來防守這個菲律賓群島中最大及最重要的島嶼。總之日本在雷伊泰島戰役的損失是決定性的，日本被趕出菲律賓群島令盟軍能切斷日本的外來資源供應，盟軍佔領日本本土以結束太平洋戰爭的希望快將實現。

## 延伸閱讀
- Prefer, Nathan N. . Havertown, PA: Casemate Publishers. 2012. ISBN 978-1612001555.